# Władysław Łupaszko
Władysław Wiktorowycz Łupaszko, ukr. Владислав Вікторович Лупашко (ur. 4 grudnia 1986 w Białogrodzie nad Dniestrem, w obwodzie odeskim) – ukraiński piłkarz, grający na pozycji pomocnika.

## Kariera piłkarska

### Kariera klubowa
Wychowanek UFK Dniepropetrowsk, barwy którego bronił w juniorskich mistrzostwach Ukrainy (DJuFL). W 2003 roku rozpoczął karierę piłkarską w drugiej drużynie Borysfenu Boryspol. W 2004 występował w farm klubie Systema-Boreks Borodzianka. 12 czerwca 2005 roku debiutował w Wyższej lidze. Na początku 2006 przeszedł do Metałurha Donieck, ale za dwa lata rozegrał tylko jeden mecz w podstawowej jedenastce. Dlatego w 2008 bronił barw drugoligowego klubu Kniaża Szczasływe. W lutym 2009 przeszedł do FK Lwów. Latem 2010 jako wolny agent podpisał kontrakt z Obołonią Kijów. W marcu 2013 zasilił skład Bukowyny Czerniowce. 16 września 2013 jako wolny agent podpisał kontrakt z Illicziwcem Mariupol. Po wygaśnięciu kontraktu latem 2014 opuścił klub z Mariupola. 29 stycznia 2015 podpisał kontrakt z Zirką Kirowohrad. Po wygaśnięciu kontraktu w końcu czerwca 2017 opuścił klub. 14 lipca 2017 zasilił skład klubu Inhułeć Petrowe.

### Sukcesy klubowe
- mistrz Ukraińskiej Drugiej Lihi: 2008